# Poesiomat (Humpolec)
Poesiomat v Humpolci v okrese Pelhřimov stojí na Horním náměstí jižně od kostela svatého Mikuláše.

## Historie
Poesiomat byl slavnostně odhalen 3. června 2021, v roce, kdy si Humpolec připomínal 90. výročí narození Jana Zábrany, který zde žil, a také 10. výročí úmrtí Ivana Martina Jirouse, který se zde narodil. Hostem a kmotrem Poesiomatu byl hudebník a literát Vratislav Brabenec, člen The Plastic People of the Universe, básně vybral Miloš Doležal. Kromě Jana Zábrany a Ivana Jirouse si lze poslechnou například Zdeňka Matěje Kuděje, Andreje Stankoviče, Víta Tajovského, Bohuslava Reynka nebo Milana Hlavsu.
Humpolecký poesiomat je novým prototypem – nové je mechanické ovládaní klikou a přístroj již nemusí být připojen k elektřině. Je voděodolný a novinkou je také to, že poezie není náhodně vybraná, ale má úzkou spojitost s daným místem.